# Supratitrare

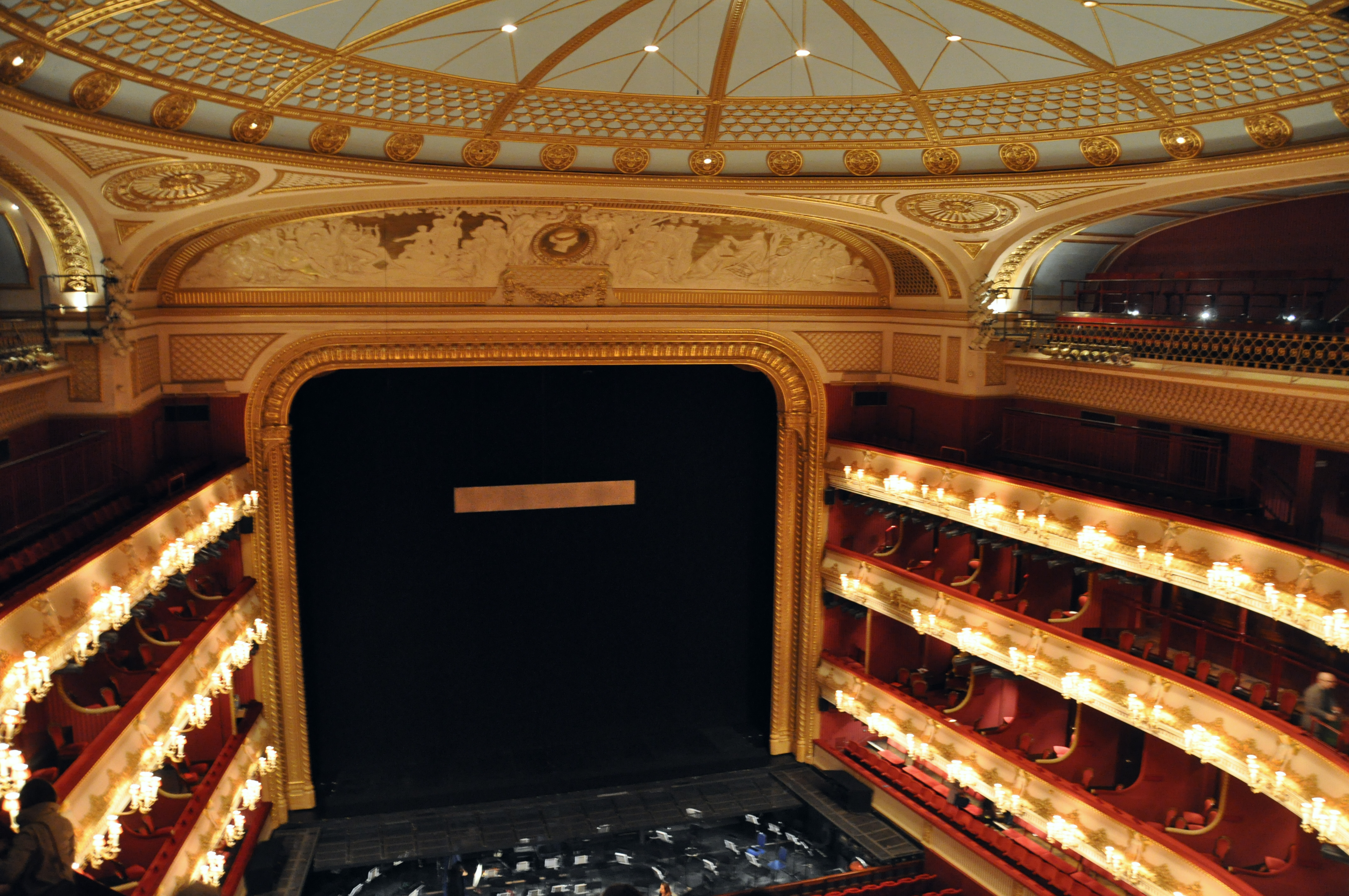
Un ecran gol de supratitrare, vizibil deasupra scenei de la Royal Opera House, Covent Garden

Se vorbește de supratitrări (în franceză surtitrage, în germană Übertitel, în italiană soprattitolo) în teatru sau în operă în spectacole live pe scenă, desfășurate în fața publicului spectator. Supratitrările sunt comparabile cu subtitrările din film și televiziune. În producțiile în limbi străine, acestea sunt afișate deasupra scenei printr-un panou de afișaj care arată textul, tradus anterior, vorbit sau cântat în limba locală. Această inovație tehnologică are loc de la mijlocul anilor 1990 și este utilizată acum în toate marile teatre de operă din lume și multe festivaluri în care sunt prezentate producții dramatice din alte zone lingvistice.

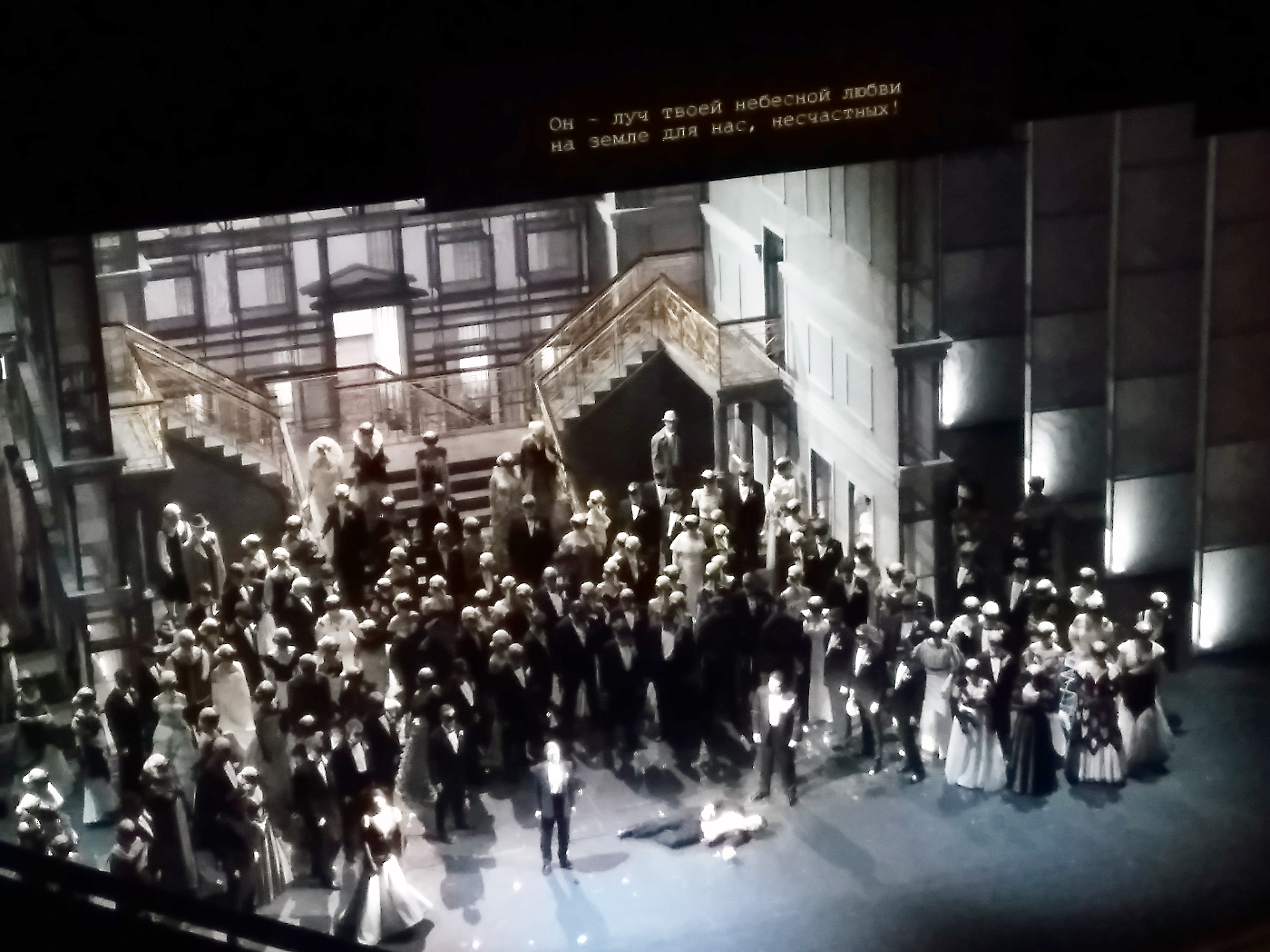
Opera Bal mascat la Moscova, cu supratitrare în limba rusă

Inițial, pentru a proiecta supratitrările, se folosea un beamer sau adesea videoproiectoare special modificate. Între timp însă, există și soluții care nu necesită un astfel de proiector special.
Mult mai eficiente sunt panourile luminoase cu LED-uri, unde textul este difuzat pe un panou amplasat, în general, în partea de sus a cadrului scenei. Mici ecrane repetoare pot fi, de asemenea, instalate pe ambele părți llaterale ale scenei, astfel încât publicul de sub balcoane să poată citi supratitrările. Cele mai eficiente ecrane pot afișa toate tipurile de caractere, simboluri sau pictograme, cu o mare varietate de culori, este mai ușor de citit și ușor de manevrat.
Între timp însă, se oferă ca alternativă la supratitrări soluții de display-uri integrate în spătarele scaunelor din față, ceea ce înseamnă însă o complexitate tehnică mai mare și costuri mai mari. Opera de Stat din Viena și Metropolitan Opera din New York au optat pentru această soluție.
Multe companii de operă, precum Opera de Stat din Viena, Opera Israeliană sau Festivalul de la Salzburg, afișează acum supratitrările și subtitrările în limba națională, precum și în engleză, o concesie pentru publicul din ce în ce mai internațional. În Salzburg, pentru operele în limba germană sunt folosite supratitrări în engleză și franceză.